# Parvocaecus
Parvocaecus is een geslacht van kevers uit de familie van de loopkevers (Carabidae). De wetenschappelijke naam van het geslacht is voor het eerst geldig gepubliceerd in 1956 door Coiffait.

## Soorten
Het geslacht Parvocaecus omvat de volgende soorten:
- Parvocaecus anatolicus (Coiffait, 1956)
- Parvocaecus tokatensis (Vigna Taglianti, 1976)
- Parvocaecus turcicus (Coiffait, 1956)